# Hukou
El Hukou (xinès tradicional:戶口; xinès simplificat: 户口; pinyin: hùkǒu) (lit."individu de la llar") és un sistema de registre de llars utilitzat a la República Popular de la Xina. El sistema en si mateix s'anomena més correctament huji (xinès: 户籍; lit. "origen de la llar"), i té els seus orígens a l'antiga Xina; el hukou és el registre d'un individu al sistema. Un registre de llar identifica oficialment una persona com a resident permanent d'una zona urbana o rural i inclou informació d'identificació com ara el nom, els pares, el cònjuge, la data de naixement, l'adreça, i religió, Un hukou també pot referir-se a un registre familiar en molts contextos, ja que el registre de llars (xinès simplificat: 户口簿; xinès tradicional: 戶口簿; pinyin: hùkǒu bù) s'emet per família i normalment inclou els naixements, defuncions, matrimonis, divorcis i mudances de tots els membres de la família.
En la versió de 2022, el hukou compleix tres funcions principals: el control de la migració interna, la gestió de la protecció social i la preservació de l'estabilitat social. El control de la migració interna és el primer objectiu del sistema hukou. Cada ciutadà ha de ser registrat en néixer, de manera similar a com funciona un cens. El registre, que és el mateix hukou, conté la informació demogràfica bàsica de cada individu, que inclou: Estatus urbà o rural; Adreça legal; Sector d'activitat; Religió; i Descripció física.
El sistema prové en part dels antics sistemes de registre de llars. El sistema també va influir en sistemes similars dins de les estructures d'administració pública dels països veïns de l'Àsia oriental, com ara el Japó (koseki) i Corea (hoju), així com el país del sud-est asiàtic, Vietnam (hộ khẩu). A Corea del Sud, el sistema hoju va ser abolit el gener de 2008. Tot i que no tenen cap relació en origen, la propiska a la Unió Soviètica i el registre de residents a Rússia tenien un propòsit similar i van servir de model per al sistema hukou de la Xina moderna.
A causa de la seva connexió amb els programes socials proporcionats pel govern, que assigna beneficis basats en l'estatus de residència agrícola i no agrícola (sovint anomenat rural i urbà), el sistema hukou de vegades es compara amb una forma de sistema de castes. Ha estat la font de molta desigualtat durant les dècades transcorregudes des de l'establiment de la República Popular de la Xina el 1949, ja que els residents urbans rebien beneficis que anaven des de la pensió de jubilació fins a l'educació i l'atenció mèdica, mentre que els ciutadans rurals sovint es trobaven sols. Des del 1978, el govern central ha dut a terme reformes menors del sistema en resposta a les protestes i a un sistema econòmic canviant.

## Nomenclatura
El nom formal del sistema és huji. Dins del sistema huji, un hukou és l'estatus de residència registrat d'un individu concret en aquest sistema. Tanmateix, el terme hukou s'utilitza col·loquialment per referir-se a tot el sistema, i ha estat en la seva traducció a l'anglès. el terme  per referir-se tant al sistema huji com al hukou d'un individu.

## Registre de llars a la Xina continental

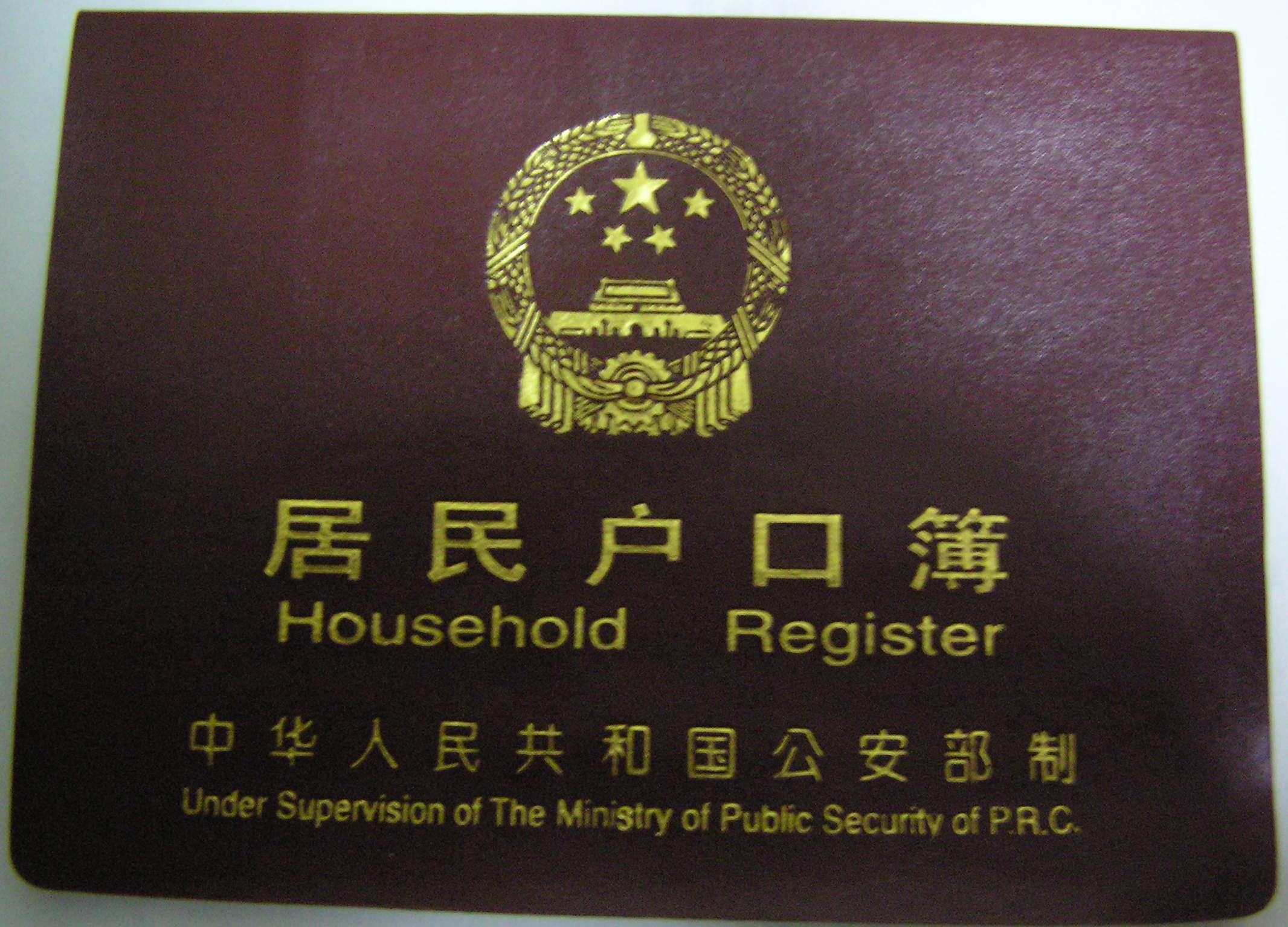
Un exemplar del document de registre del hukou. La comissaria de policia local tenia una còpia d'aquests registres al seu registre central.

El sistema hukou té orígens a la Xina que es remunten a temps antics, però el sistema en la seva forma actual va sorgir amb el Reglament de Registre de Hukou de la República Popular de la Xina de 1958.

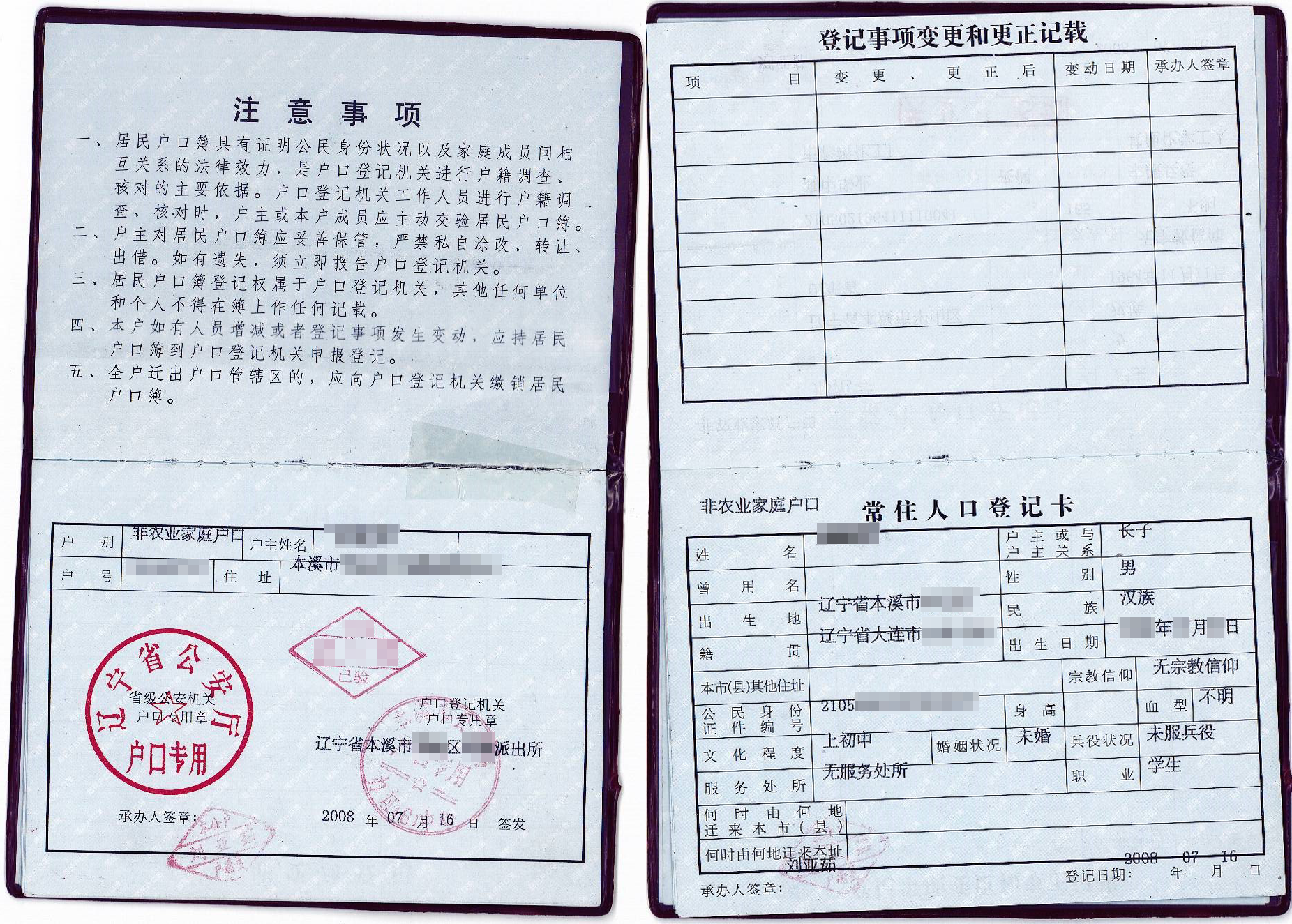
Pàgines interiors del document de registre del hukou

En una primera etapa cada ciutadà es classificava en un hukou agrícola o no agrícola (comunament anomenat rural o urbà) i es classificava encara més per la ubicació d'origen. Aquesta estructura organitzativa doble estava vinculada a la política social, i els residents que tenien l'estatus de hukou no agrícola (és a dir, urbà) rebien beneficis que no estaven disponibles per als seus homòlegs rurals, i viceversa.
La migració interna també estava estrictament controlada pel govern central, i només en les últimes dècades aquestes restriccions s'han relaxat. Si bé aquest sistema ha jugat un paper important en el ràpid creixement econòmic de la Xina, el hukou també ha promogut i agreujat l'estratificació social i ha contribuït significativament a la privació de molts dels treballadors rurals de la Xina.

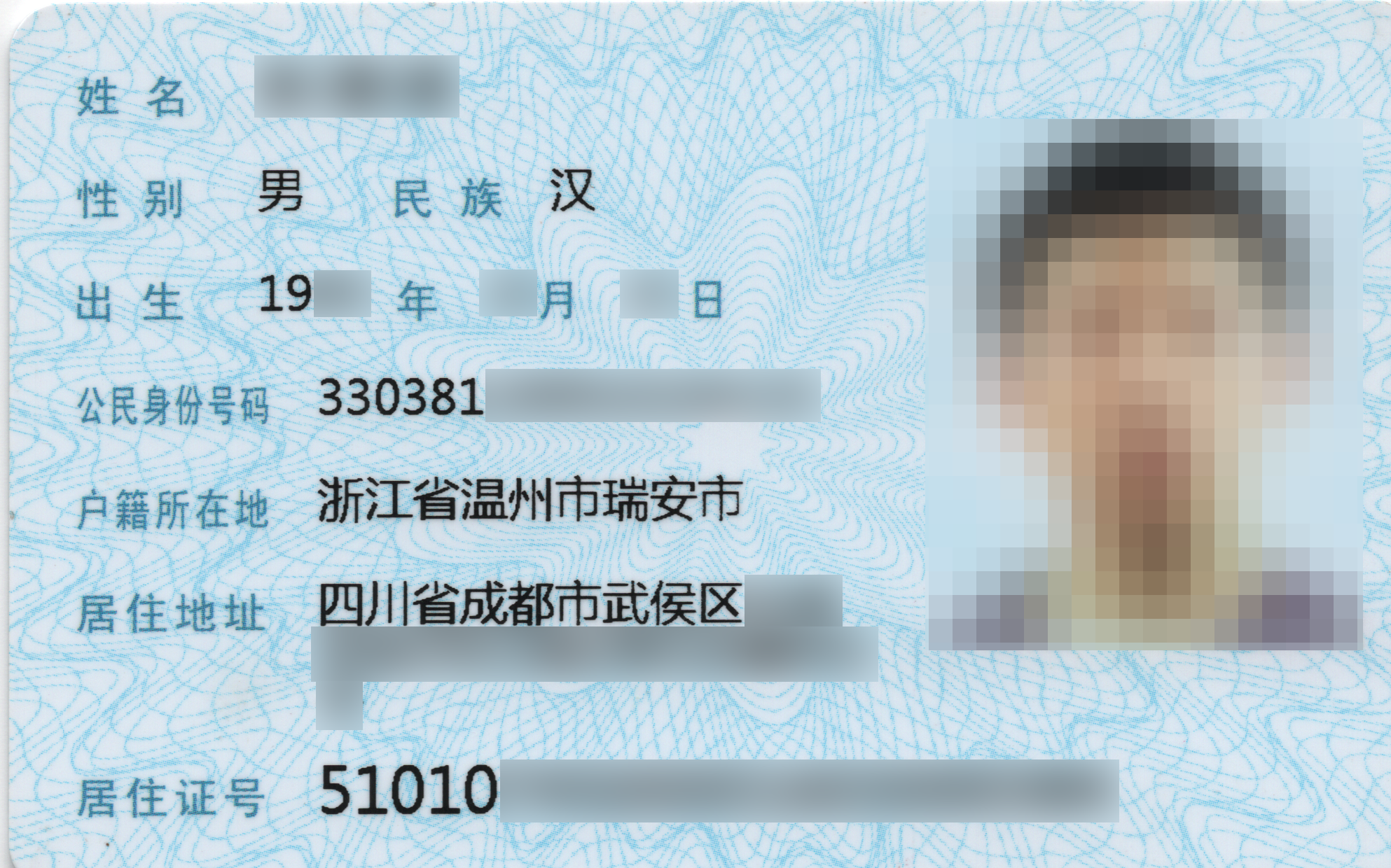
Pàgina interior

A partir de la decada del 2000, s'han pres mesures per pal·liar les desigualtats promulgades pel sistema hukou, amb les reformes importants més recents anunciades al març i juliol de 2014, que incloïen una disposició que eliminava la divisió entre l'estatus de hukou agrícola i no agrícola.

#### Justificació del sistema
En la seva legislació original, el sistema hukou es justificava com a creat per
"...mantenir l'ordre social, protegir els drets i interessos dels ciutadans i servir a l'establiment del socialisme".
El govern central afirmava que, com que les zones rurals tenien una major capacitat per absorbir i utilitzar l'excés de mà d'obra, la majoria de la població s'havia de concentrar en aquestes regions. A més, la lliure circulació de persones es considerava perillosa, ja que conduiria a la superpoblació de les ciutats i podria amenaçar la producció agrícola. Sota el sistema hukou, la població rural estava estructurada per servir de suport a la industrialització urbana, tant en la producció agrícola com en els treballadors de les empreses estatals.
El sistema hukou també tenia altres finalitats. Després d'establir la República Popular de la Xina el 1949, el Partit Comunista Xinès va promulgar polítiques basades en les nocions d'estabilitat i modernització ràpida, i el sistema hukou no va ser una excepció. Les zones urbanes han estat històricament on els règims autoritaris són més vulnerables: per combatre-ho, el govern central va donar un tracte preferencial als residents de la ciutat, amb l'esperança d'evitar aixecaments contra l'estat, sobretot en els primers anys quan era especialment susceptible a la rebel·lió. L'estructura del sistema hukou també va reforçar el poder del govern central sobre els seus ciutadans urbans: en fer que els residents de la ciutat depenguessin del govern per a tots els aspectes de la vida quotidiana, el govern central podia forçar l'obediència dels individus problemàtics.
Els esforços del govern central per contenir la migració han estat un factor important en el ràpid desenvolupament de l'economia xinesa. El seu control estricte de la migració a les zones urbanes ha ajudat a prevenir l'aparició d'una sèrie de problemes als quals s'enfronten molts altres països en desenvolupament.
Per exemple, l'aparició de barris marginals fora de les zones urbanes a causa d'una afluència massiva de persones que busquen feina no ha estat un problema, ni tampoc les males condicions de salut a causa de l'alta densitat de població. Iindependentment de les seves altres imperfeccions, la capacitat del sistema hukou per mantenir l'estabilitat ha contribuït a l'auge econòmic de la Xina.

## Història

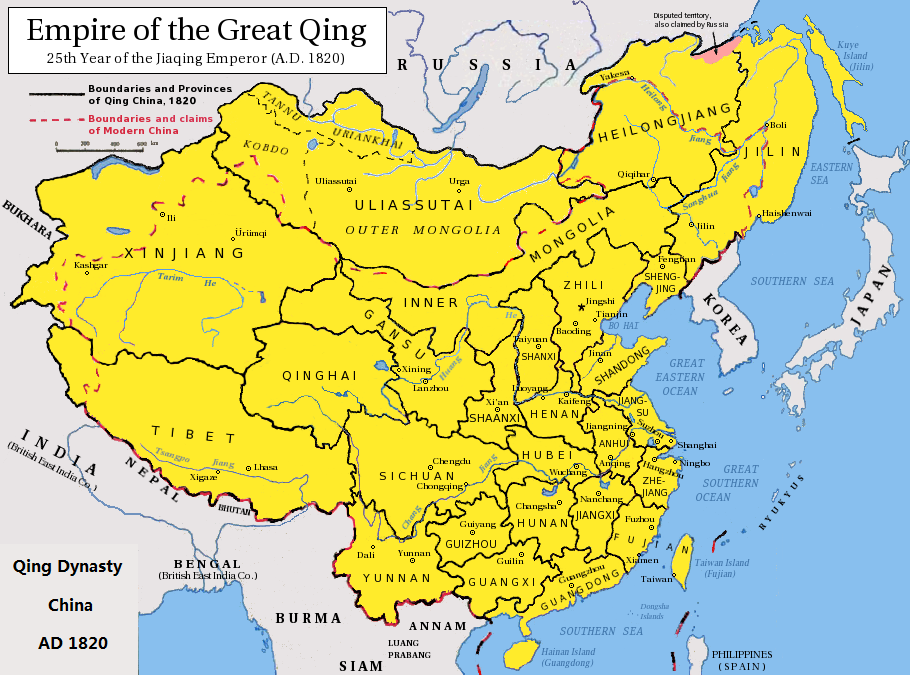
Documents precursors del sistema hukou es van utilitzar durant la dinastia Qing per controlar individus i recaptar fons per a la guerra.

El llegat del sistema hukou xinès es remunta a l'era predinàstica, ja al segle XXI aC. En les seves primeres formes, el sistema de registre de llars s'utilitzava principalment amb finalitats fiscals i de reclutament, així com per regular la migració. Dos models primerencs del sistema hukou van ser els sistemes xiangsui i baojia. El sistema xiangsui, establert sota la dinastia Zhou Occidental (c. segles XI-VIII aC), es va utilitzar com a mètode per organitzar i categoritzar el terreny urbà i rural. La funció del sistema baojia, propagat pel senyor Shang Yang del segle IV aC, era crear un sistema de responsabilitat dins dels grups de ciutadans: si una persona del grup violava les normes estrictes vigents, tots els membres del grup en patien. Aquesta estructura es va utilitzar i ampliar posteriorment durant la dinastia Qin (221-207 aC) amb finalitats fiscals, de control de la població i de reclutament.
Segons l'Examen de Hukou a Wenxian Tongkao publicat el 1317, hi havia un ministre de gestió de la població durant la dinastia Zhou anomenat Simin (xinès: 司民), que era responsable de registrar naixements, defuncions, emigracions i immigracions. Els Ritus de Zhou assenyalen que es guardaven tres còpies de documents en llocs diferents. Les divisions administratives de la dinastia Zhou eren funció de la distància a la capital de l'estat. La divisió superior més propera a la capital es deia Dubi (xinès: 都鄙), la divisió superior a les zones més distants es deia Xiang (xinès: 鄉) i Sui (xinès: 遂). Les famílies s'organitzaven sota el sistema Baojia.
Guan Zhong, primer ministre de l'estat de Qi al segle VII aC, va imposar diferents polítiques fiscals i de reclutament a diferents zones.A més, Guan Zhong també va prohibir la immigració, l'emigració i la separació de famílies sense permís. Al Llibre del Senyor Shang, Shang Yang també va descriure la seva política de restricció de les immigracions i les emigracions.
Xiao He, el primer canceller de la dinastia Han, va afegir el capítol de Hu (en xinès: 户律, "Codi de les llars") com un dels nou codis legals bàsics de Han (en xinès: 九章律), i va establir el sistema hukou com a base dels ingressos fiscals i el servei militar obligatori.
La primera codificació formal del sistema hukou va sorgir al final de la dinastia Qing (1644–1912) amb la Llei Huji de 1911. Tot i que nominalment el moviment era lliure segons aquest estatut, es requeria el registre dels individus amb el govern, i el govern l'utilitzava per perseguir les forces comunistes i com a base per a la tributació del finançament de les guerres. La llei també va ampliar el sistema baojia i tenia com a objectiu establir una sensació d'estabilitat.
En el període posterior a la caiguda de la dinastia Qing, la Xina va ser governada per diversos actors, cadascun dels quals utilitzava algun sistema d'identificació domèstica o personal. Durant l'ocupació japonesa, els japonesos van emprar un sistema utilitzat per identificar els que estaven sota el seu govern i per finançar el seu esforç bèl·lic. De la mateixa manera, el Guomintang va utilitzar el sistema per controlar les activitats dels seus oponents, el Partit Comunista Xinès, i el Partit Comunista Xinès al seu torn va utilitzar un sistema anomenat lianbao, que agrupava les famílies en grups de cinc per ajudar a rastrejar i impedir els contrarevolucionaris.

#### 1949–1978: Era maoista
En el moment de la seva fundació el 1949, la República Popular de la Xina era una nació altament agrícola. Al voltant del 89% dels seus ciutadans vivien a zones rurals: uns 484 milions residien al camp, en comparació amb uns 58 milions a la ciutat. Tanmateix, amb els esforços per augmentar la industrialització i l'ajuda soviètica (156 projectes), cada cop més residents rurals van acudir a les ciutats a la recerca de millors oportunitats econòmiques: entre 1957 i 1960, hi va haver un augment del 90,9% de la força laboral urbana.
Un objectiu important del sistema hukou implementat pel govern central era, doncs, controlar el flux de recursos que s'allunyaven del sector agrícola. Segons l'acadèmic Kam Wing Chan, el sistema hukou "prohibia efectivament a la pagesia sortir de l'agricultura".La inestabilitat i les altes taxes de moviment que van caracteritzar els anys posteriors a l'establiment de la nació van impedir el pla del govern central per a la societat i l'economia. Tot i que el sistema hukou en la seva forma actual no es va instaurar oficialment fins al 1958, els anys anteriors al seu establiment es van caracteritzar pels creixents esforços del Partit Comunista Xinès per afirmar el control sobre la seva població. El 1950, el ministre de Seguretat Pública, Luo Ruiqing, va publicar una declaració que detallava la seva visió per a la implementació del sistema hukou en la nova era. El 1954, els ciutadans rurals i urbans havien estat registrats a l'estat, i ja s'havien implementat regulacions rigoroses sobre la conversió de l'estatus de hukou. Aquestes exigien que els sol·licitants tinguessin documentació que documentés l'ocupació, l'acceptació a una universitat o les relacions familiars immediates a la ciutat per ser elegibles. El març del mateix any, el Ministeri de l'Interior i el Ministeri de Treball van emetre la Directiva Conjunta per Controlar l'Afluència Cega de Camperols a les Ciutats, que proclamava que, d'ara endavant, tota l'ocupació de treballadors rurals a les empreses de la ciutat seria controlada completament per les oficines laborals locals.
El 9 de gener de 1958 es va promulgar el Reglament de Registre de Hukou de la República Popular de la Xina. Aquest dividia la població en nongmin (ciutadà rural), amb un hukou agrícola, i shimin (ciutadà urbà), amb un hukou no agrícola, i agrupava tots els ciutadans per localitat.La diferència clau, però, residia en la distinció entre l'estatus de hukou agrícola i no agrícola. Com que el govern central prioritzava la industrialització, els programes de benestar estatal, que estaven vinculats a l'estatus de hukou, afavorien molt els residents urbans; els titulars de hukou agrícola no podien accedir a aquests beneficis i es veien afectats per polítiques de benestar inferiors. A més, la transferència de l'estatus de hukou estava molt restringida, amb quotes oficials del 0,15-0,2% anual i taxes de conversió reals d'aproximadament l'1,5%. En els anys següents, la supervisió governamental sobre el moviment de persones es va ampliar. El 1964 es van imposar límits més grans a la migració a les grans ciutats, en particular a les principals com Pequín i Shanghai, i el 1977 es van reforçar aquestes regulacions.  A la dècada de 1970, quan el país estava en procés de reformes econòmiques, uns 260 milions de residents rurals van viatjar il·legalment a les ciutats amb la intenció d'accedir al desenvolupament de l'economia que es gaudia a les zones urbanes.
Al llarg d'aquesta època, el sistema hukou es va utilitzar com a instrument de l'economia planificada, ajudant el govern central a implementar el seu pla d'industrialització de la nació.

#### 1978–present: Post-Mao
Des de l'establiment de la República Popular de la Xina fins a la mort del president Mao el 1976, el govern central va reforçar el seu control sobre la migració i, el 1978, el moviment intranacional estava controlat completament pel govern. Com que viure "fora del sistema" era pràcticament impossible, gairebé tot el moviment de persones estava controlat per l'estat.
No obstant això, amb l'ascens de Deng Xiaoping al poder el 1978 es van iniciar reformes que van començar a pal·liar constantment part de la disparitat entre els titulars de hukou agrícoles i no agrícoles. S'han relaxat les restriccions al moviment de les zones rurals a les ciutats més petites, tot i que la migració a les grans ciutats com Pequín i Tianjin encara està fortament regulada. També s'ha cedit una major autonomia als governs locals a l'hora de decidir les quotes i els criteris d'elegibilitat per convertir l'estatus de hukou. S'ha promulgat legislació que permet als treballadors migrants obtenir permisos de residència temporal, tot i que aquests permisos no els permeten accedir als mateixos beneficis que tenen els residents urbans. Tanmateix, com que viure fora del sistema ara és molt més pràctic que abans, diversos treballadors migrants no adquireixen els permisos de residència temporal, principalment perquè no tenen els recursos ni les ofertes de treball concretes per fer-ho, i, per tant, viuen en perill de ser obligats a tornar al camp.
El 2014, el govern central va anunciar una reforma que, entre altres coses, eliminava la divisió entre l'estatus de hukou agrícola i no agrícola..Tot i que algunes grans ciutats han promulgat la unificació, el procés ha estat lent i d'acord amb diverses polítiques locals.
El 2018 La Comissió Nacional de Desenvolupament i Reforma (CNDR) ha demanat ampliar les facilitats i criteris del permís de residència per a nacionals (hukou), a fi de promoure un nou període d'urbanització al país.
La CNDR va anunciar que es faran més esforços per estudiar la forma més òptima de transferir els hukou i els crèdits per hukou entre regions, així com ajudar les persones que viuen a cases llogades a ser elegibles per al hukou urbà.
En algunes ciutats, per tenir un hukou registrat en un lloc determinat que no coincideix amb el lloc de naixement, els migrants poden guanyar punts sobre la base del nivell educatiu, nivell professional, cotització de la seguretat social i participació en activitats de suport a la comunitat.
La Comissió Nacional de Desenvolupament i Reforma també va assenyalar que els graduats d'universitats o col·legis vocacionals i els treballadors qualificats retornats de l'estranger podran registrar els seus hukou a les ciutats, sense condicions prèvies. La nova generació de treballadors migrants, capaços d'assegurar una ocupació estable en una determinada ciutat i els agricultors que ja havien abandonat els seus llogarets i treballat a les ciutats durant almenys cinc anys, també podran registrar-se als seus llocs de residència actuals.
La CNDR també ha indicat que les ciutats petites i mitjanes hauran d'obrir totalment el registre, mentre que les ciutats més grans poden requerir que els sol·licitants presentin un historial de cotització de seguretat social de cinc anys mínim. A través de totes aquestes mesures, s'aspira a fer que 13 milions de persones puguin obtenir un hukou urbà durant aquest any.
El nombre de titulars de Hukou s'ha d'incrementar significativament. A més, aquest permís serà el document base per a aquells que no tinguin un hukou local que puguin accedir als serveis públics, ha precisat la CNDR. Les ciutats anàlogues també han estat instades a adoptar el reconeixement mutu dels permisos de residència.
Molts experts consideren que les desigualtats generades per l'actual sistema de permís de residència per a nacionals (hukou) han impedit que els migrants gaudeixin d'igualtat d'accés als serveis a les ciutats d'acollida on treballen, creant un obstacle fort per al desenvolupament del procés d'urbanització del país.
Milions de treballadors migrants que van néixer en àrees rurals i que viuen a les ciutats no gaudeixen dels mateixos beneficis que aquells que tenen un hukou urbà.
El Pla Nacional d'Urbanització de Nou Tipus 2014-2020 pretenia atribuir un hukou urbà a 100 milions de persones el 2020.28: 280  Va relaxar les restriccions a les ciutats petites (menys de 500.000 persones) i a les ciutats mitjanes (més d'1 milió de persones). . Va mantenir fortes restriccions de hukou a les ciutats de més de 5 milions d'habitants.

#### Impacte de la COVID-19 en el sistema hukou
Malgrat els danys i els reptes significatius que la pandèmia va suposar per a l'economia xinesa, la COVID-19 va comportar un certs beneficis pel sistema hukou. Els governs central i locals xinesos en van centrar en la reforma del hukou durant la segona meitat del 2020. Sense una reforma del hukou adequada, es feia difícil per als migrants tornar a la seva feina a les ciutats urbanes. Amb la pandèmia de la COVID-19 pertorbant l'oferta i la demanda econòmiques, el Govern va necessitar accelerar les reformes del hukou per tal de pal·liar els problemes sorgits amb l'obligació dels treballadors migrants a viure en ciutats separades d'on treballen.

## Efectes sobre la població rural
Sota el sistema hukou implementat pel govern central el 1958, mentre que els titulars de l'estatus de hukou no agrícola rebien targetes de racionament per a les necessitats diàries, inclosos aliments i tèxtils, els residents rurals es veien obligats a produir-ho tot ells mateixos. Mentre que l'estat proporcionava habitatge a la ciutat, els individus havien de construir les seves pròpies cases. L'estat invertia en educació, organitzava l'ocupació i proporcionava prestacions de jubilació als residents de la ciutat, i no proporcionava cap d'aquests serveis als seus ciutadans rurals. Aquestes disparitats han deixat la població rural molt desfavorida, i esdeveniments com la fam del Gran Salt Endavant van afectar principalment els ciutadans xinesos rurals.

#### Sobreviure a la fam
Durant la Gran Fam de la Xina de 1958 a 1962, tenir un hukou urbà enfront d'un rural podia significar la diferència entre la vida i la mort. Durant aquest període, gairebé tots els aproximadament 600 milions de residents de hukou rurals van ser col·lectivitzats en granges comunals de pobles, on la seva producció agrícola, després dels impostos estatals, seria la seva única font d'alimentació. Amb l'exageració institucionalitzada de les xifres de producció per part dels líders comunistes locals i les disminucions massives de la producció, els impostos estatals durant aquells anys van confiscar gairebé tots els aliments en moltes comunes rurals, cosa que va provocar una fam massiva i la mort de més de 65 milions de xinesos.
Els 100 milions de residents de hukou urbans, però, s'alimentaven amb racions fixes d'aliments establertes pel govern central, que de vegades disminuïen a una mitjana de 1500 calories al dia, però que tot i així permetien la supervivència de gairebé tothom durant la fam. Es calcula que el 95% o més de totes les morts es van produir entre els propietaris de hukou rurals. Amb la supressió de les notícies internament, molts residents de la ciutat no eren conscients que s'estaven produint morts massives al camp. Això era essencial per evitar l'oposició organitzada a les polítiques de Mao.

#### Després de 1978
Durant la transició de la Xina del socialisme d'estat, al socialisme de mercat (1978-2001), els migrants, la majoria dones, treballaven en zones franques de processament d'exportació recentment creades als suburbis de les ciutats en condicions laborals deficients.Hi havia restriccions a la mobilitat dels treballadors migrants que els obligaven a viure vides precàries en dormitoris d'empreses o barris de barraques on estaven exposats a un tracte abusiu.
L'impacte del sistema hukou sobre els treballadors migrants es va tornar greu a la dècada de 1980 després que centenars de milions fossin expulsats de corporacions i cooperatives estatals.Des de la dècada de 1980, s'estima que 200 milions de xinesos viuen fora de les seves zones oficialment registrades i amb molta menys elegibilitat per a l'educació i els serveis governamentals, per la qual cosa viuen en una condició similar en molts aspectes a la dels immigrants il·legals. Els milions de camperols que han abandonat les seves terres romanen atrapats als marges de la societat urbana. Sovint se'ls culpa de l'augment de la delinqüència i l'atur i, sota la pressió dels seus ciutadans, els governs municipals han imposat normes discriminatòries. Per exemple, els fills dels treballadors agrícoles (xinès: 农民工; pinyin: nóngmín gōng) no poden matricular-se a les escoles de la ciutat i, fins i tot ara, han de viure amb els seus avis o altres familiars per assistir a l'escola a les seves ciutats natals. Se'ls coneix comunament com "liushou ertong" (xinès simplificat:留守儿童)  els nens "que es queden a casa" o "deixats enrere". Hi ha al voltant de 130 milions d'aquests nens que viuen sense els seus pares, segons alguns investigadors xinesos.
Com que els treballadors rurals proporcionen la seva força de treball a les zones urbanes, que també es beneficien dels impostos respectius, mentre que les seves famílies utilitzen els serveis públics a les zones rurals (per exemple, escoles per als seus fills, atenció sanitària per a la gent gran), el sistema condueix a una transferència de riquesa a les regions urbanes més riques des de les regions més pobres a nivell del sector públic. Els pagaments intrafamiliars dels membres en edat de treballar als seus familiars a les zones rurals contraresten això fins a cert punt.

#### Treballadors migrants a les ciutats
Amb la relaxació de les restriccions a la migració a la dècada de 1980, va arribar una gran afluència de residents rurals que buscaven millors oportunitats a les ciutats.Tanmateix, aquests treballadors migrants han hagut d'afrontar diversos reptes en la seva recerca de seguretat financera. Els residents urbans van rebre prioritat sobre els migrants pel que fa a les oportunitats laborals, i quan els treballadors migrants van trobar feina, tendien a ser llocs de treball amb poc potencial de creixement. Mentre que els treballadors urbans van rebre el suport de les prestacions laborals i les lleis que els afavorien respecte als seus empresaris en cas de conflictes, els titulars de hukou rurals no estaven al corrent d'aquestes proteccions substancials. I com que el rendiment dels funcionaris de la ciutat s'avaluava en funció de la prosperitat dels residents locals i de l'economia local, tenien pocs incentius per millorar la qualitat de vida dels treballadors migrants.
El 2008, el govern central va aprovar la Llei de Contractes Laborals, que garantia la igualtat d'accés a la feina, establia un salari mínim i exigia que els empresaris proporcionessin contractes als empleats a temps complet que incloguessin prestacions laborals. Tanmateix, un estudi del 2010 va revelar que els treballadors rurals guanyaven un 40% menys que els treballadors urbans, i només el 16% reben prestacions laborals. Els drets laborals dels treballadors migrants també es violen amb freqüència: treballen excessivament moltes hores en males condicions i s'enfronten a assetjament físic i psicològic.
Els treballadors migrants també es veuen afectats de manera desproporcionada pels endarreriments salarials, que es produeixen quan els empresaris no paguen els empleats a temps o íntegrament. Tot i que aquests incidents són tècnicament il·legals i punibles amb set anys de presó, els endarreriments salarials encara es produeixen i els contractes laborals i les pensions poden ser ignorats. En un estudi realitzat a finals de la dècada de 1990, el 46% dels treballadors migrants no cobraven tres o més mesos de sou, i alguns treballadors no havien cobrat en una dècada. Afortunadament, durant les dues últimes dècades, la prevalença dels endarreriments salarials ha disminuït, i en un estudi realitzat entre el 2006 i el 2009, es va trobar que el 8% dels treballadors migrants havien patit endarreriments salarials.

#### Fills de treballadors migrants
Després de la mort de Mao el 1976, van sorgir reformes econòmiques que van provocar un augment de la demanda al mercat laboral. Els residents rurals es van afanyar a omplir aquest buit, però sense el suport dels programes socials governamentals basats en l'estatus de hukou, molts d'ells es van veure obligats a deixar enrere les seves famílies. El creixement econòmic al llarg dels anys ha mantingut una alta demanda de mà d'obra a les ciutats que continua sent ocupada per treballadors migrants i, l'any 2000, el Cinquè Cens Nacional de Població va revelar que 22,9 milions de nens d'entre 0 i 14 anys vivien sense un o tots dos pares. El 2010, aquesta xifra havia augmentat a 61 milions, cosa que equival al 37,7% dels nens rurals i al 21,88% de tots els nens xinesos.Aquests nens solen ser cuidats pel seu progenitor restant i/o els seus avis, i tot i que hi ha una taxa de matrícula escolar del 96% entre els nens que es queden enrere, són susceptibles a diversos reptes de desenvolupament. Els fills que queden enrere tenen més probabilitats de resistir l'autoritat i experimentar problemes per interactuar amb els seus companys; són més propensos a mostrar comportaments poc saludables com ara renunciar a l'esmorzar i fumar, i tenen una major probabilitat de desenvolupar problemes de salut mental, com ara la soledat i la depressió. I tot i que els fills que queden enrere poden tenir més oportunitats acadèmiques a causa de l'augment de la capacitat econòmica dels seus pares, també solen estar sota una major pressió per tenir un rendiment acadèmic i, per tant, són més vulnerables a l'estrès relacionat amb l'escola.
Els fills de treballadors rurals que migren amb els seus pares també s'enfronten a reptes. Sense un hukou local no agrícola, els nens migrants tenen accés limitat a la infraestructura social pública. Per exemple, les oportunitats educatives dels estudiants urbans són molt superiors a les dels seus homòlegs estudiants migrants. El govern central va reformar el sistema educatiu el 1986 i després de nou el 1993, atorgant una major autonomia als governs locals en la regulació del seu sistema educatiu. L'espai limitat i el desig de protegir els interessos locals, al seu torn, van induir els governs locals a evitar matricular nens migrants a les seves escoles públiques. A més, com que el govern central subvencionava les escoles públiques en funció de les taxes de matrícula dels nens amb hukous locals, els nens migrants havien de pagar taxes més altes si volien assistir-hi. En conseqüència, moltes famílies migrants opten per enviar els seus fills a escoles privades que s'adrecen específicament als migrants. Tanmateix, per reduir les taxes de matrícula i assistència, aquestes institucions han de retallar la despesa en altres àrees, cosa que resulta en una menor qualitat de l'educació.Les instal·lacions escolars sovint estan en mal estat i molts professors no estan qualificats.
En els anys posteriors, el govern central ha promulgat diverses reformes, amb un impacte limitat. El 2001, va afirmar que les escoles públiques haurien de ser la principal forma d'educació per als nens de la nació, però no va especificar com donaria suport financer a les escoles per matricular més nens migrants, cosa que va resultar en pocs canvis. De la mateixa manera, el 2003, el govern va demanar taxes més baixes per als nens migrants, però de nou no va detallar com ajudaria les escoles a pagar-ho. I el 2006, el govern va crear la Nova Llei d'Educació Obligatòria que afirmava la igualtat de drets a l'educació i cedia la responsabilitat de matricular els nens migrants als governs provincials.Tanmateix, això tampoc va millorar la sort dels nens migrants. Els estudiants amb hukou no local havien de pagar unes taxes d'admissió inflades de 3.000 a 5.000 iuans, d'uns ingressos familiars anuals mitjans de 10.000 iuans, i havien de fer l'Examen Nacional d'Accés a la Universitat (高考Gaokao) a la seva localitat de hukou, on sovint és més difícil accedir a la universitat. Des del 2012, algunes regions van començar a relaxar els requisits i a permetre que alguns fills de migrants fessin l'examen d'accés a la universitat a les regions. El 2016, les polítiques a la província de Guangdong són les més relaxades. Un fill de migrants pot fer l'examen d'accés a Guangdong si ha assistit a 3 anys d'institut a la província i si els pares tenen feines legals i han pagat 3 anys de seguretat social a la província.
Les dificultats a què s'enfronten els nens migrants fan que molts abandonin els estudis, i això és particularment comú durant els anys de secundària: el 2010, només el 30% dels nens migrants estaven matriculats a l'educació secundària. Els infants migrants també pateixen de manera desproporcionada problemes de salut mental (un 36% enfront del 22% entre els seus homòlegs locals del hukou) i el 70% experimenten ansietat acadèmica. Sovint s'enfronten a l'estigmatització i la discriminació per les diferències en la manera com vesteixen i parlen, i tenen dificultats per interactuar amb altres estudiants.

#### Impacte en la gent gran rural
L'èxode massiu de residents rurals del camp a la recerca de feina no només ha afectat els fills dels treballadors migrants, sinó que també ha afectat la gent gran que es queda enrere. Amb la institució de la política d'un sol fill a la dècada de 1970, l'edat mitjana a la Xina ha experimentat un canvi a l'alça: el 82% dels treballadors migrants tenien entre 15 i 44 anys l'any 2000. Això ha qüestionat el costum tradicional de la pietat filial, i mentre que els treballadors urbans jubilats reben suport dels programes de jubilació del govern, els treballadors rurals han de dependre d'ells mateixos i de les seves famílies.Sembla que els efectes de la migració en la gent gran que es queda enrere són ambigus: mentre que els pares de fills migrants sovint estan millor econòmicament i estan contents amb la seva situació econòmica, també tendeixen a reportar una menor satisfacció amb la vida que la gent gran sense fills migrants.Igual que els fills dels treballadors migrants, se sap que els pares experimenten problemes psicològics com la depressió i la soledat, i els que tenen cura dels seus néts poden sentir-se carregats per aquesta responsabilitat.

#### Identitat cultural i dinàmica familiar
El sistema hukou té implicacions significatives per a la identitat cultural i la dinàmica familiar a la Xina. No només està estretament lligat al lloc d'origen d'un individu, sinó que també té un impacte directe en diversos aspectes del patrimoni cultural, com ara la llengua, els costums i les tradicions. A més, el sistema hukou afecta la dinàmica familiar, especialment en relació amb els drets d'herència i propietat. A la Xina, els drets de propietat i terra sovint estan vinculats al registre de hukou en una zona específica. Els titulars de hukou rurals poden tenir accés a terres agrícoles o propietats a les zones rurals, mentre que els titulars de hukou urbans poden tenir més oportunitats de propietat urbana. Aquesta connexió entre l'estatus de hukou i els drets de propietat afecta la dinàmica familiar, ja que les decisions sobre l'ús de la terra, la transferència de propietats i l'herència poden estar influenciades per consideracions de hukou. Juntament amb l'educació, la desigualtat de gènere també és un factor a tenir en compte en la mobilitat del hukou, ja que les pràctiques tradicionals a les zones rurals, com el matrimoni patrilocal (on les dones es traslladen a la llar del seu marit després del matrimoni) i l'afavoriment dels fills, perjudiquen les dones rurals pel que fa a les oportunitats educatives i polítiques. Aquesta desigualtat de gènere perpetua encara més la bretxa entre zones rurals i urbanes, ja que els infants rurals, especialment les nenes, poden afrontar dificultats per accedir a l'educació superior i adquirir les credencials necessàries per a la mobilitat urbana del hukou. Els infants rurals de famílies privilegiades tenen millors perspectives de convertir-se en residents urbans a través del reclutament d'empreses estatals o connexions familiars, sobretot si els seus pares són membres del PCX, ja que aquests factors proporcionen accés a oportunitats i recursos per al progrés urbà.
En les famílies mixtes de hukou amb un pare urbà i una mare rural, les connexions urbanes poden facilitar la mobilitat del hukou. L'estatus de hukou dels infants sol seguir el de les seves mares, però el contrast entre el hukou rural i el urbà dins de les famílies mixtes de hukou proporciona una motivació addicional i accés als recursos urbans. La política dels anys vuitanta també va permetre als infants canviar el seu estatus de hukou de rural a urbà si assumien les feines dels seus pares a les unitats de treball estatals. Així doncs, malgrat la segmentació rígida entre zones urbanes i rurals, existeixen alguns canals formals i informals perquè els residents rurals, especialment els homes, obtinguin l'estatus de hukou urbà. Aquests canals inclouen l'educació superior, l'entrada al Partit o a l'exercit i l'ús de connexions familiars.

## Reforma
Durant les últimes dècades des de la reforma econòmica de 1978, l'estat de la República Popular de la Xina ha pres mesures per reformar el sistema hukou implementant diverses polítiques de reforma. El període 1979-1991 es pot identificar com el primer període de reforma. Concretament, a l'octubre de 1984, l'estat va publicar "Un document sobre la qüestió de l'establiment de camperols a les ciutats", que exigia als governs locals que integressin els migrants rurals com a part de la seva població urbana i que permetessin als migrants rurals registrar-se a les seves ciutats migrants.El 1985, l'estat també va implementar una política anomenada "Disposicions provisionals sobre la gestió de la població transitòria a les ciutats", que permetia als migrants rurals quedar-se a les seves ciutats migrants fins i tot si no havien canviat el seu estatus de hukou ni havien tornat a la seva residència rural original. El mateix any, l'estat també va publicar un document anomenat "El reglament sobre la targeta d'identitat de resident", que permetia als migrants rurals treballar a les ciutats fins i tot si no portaven una targeta d'identitat d'estatus urbà. Tanmateix, el que va seguir aquestes polítiques no va ser només una migració de 30 milions de persones del camp a la ciutat, sinó també un fenomen en què es van vendre molts documents d'identitat urbans falsos a migrants rurals per obtenir beneficis urbans. Per tant, va estimular l'estat a implementar una altra política, "Un avís sobre el control estricte del creixement excessiu de la 'urbanització'", el 1989 per regular la migració del camp a la ciutat. Sota aquesta política, els migrants rurals van ser monitoritzats de nou.
El període 1992-2013 es pot identificar com el segon període de reforma del hukou. L'estat va implementar diversos tipus de reformes. A partir de finals de la dècada de 1980, es va oferir un hukou "lan yin", o "segell blau", a aquells que posseïen habilitats professionals i/o capacitat per fer algun tipus d'inversions (almenys 100 milions de iuans Renminbi) en ciutats específiques (normalment les grans ciutats com Shanghai), permetent-los viure a les ciutats i gaudir dels drets de benestar urbà.Aquest "hukou amb segell blau" va ser dut a terme per moltes altres grans ciutats (incloses Nanjing, Tianjin, Guangzhou i Shenzhen) el 1999.[46] El segon tipus no es va aplicar a les grans ciutats, sinó a certs pobles i ciutats petites seleccionats. El 1997, l'estat va implementar una política que atorgava el hukou urbà als migrants rurals que tenien una feina estable als seus pobles i ciutats petites recentment residents. Mentrestant, segons dos documents governamentals de 1997, el "Pla pilot per a la reforma del sistema Hukou a les petites ciutats" i les "Instruccions per millorar la gestió del sistema Hukou rural", els treballadors migrants rurals podien registrar-se com a residents permanents amb igualtat d'accés als privilegis urbans en certs pobles petits. Aquestes polítiques es van oficialitzar el 2012 amb el document estatal "Avís sobre l'impuls actiu però prudent de la reforma de la gestió del sistema Hukou". A més, el 1999, l'estat també va permetre que més grups de persones obtinguessin hukou urbà, inclosos els nens els pares dels quals tenien hukou urbà i la gent gran els fills dels quals havien rebut hukou urbà. El tercer tipus es va aplicar a les zones i districtes econòmics especials que es van establir específicament per al creixement econòmic (com ara Shenzhen). Concretament, el 1992, l'estat va permetre que totes les persones que vivien a les denominades "Zona Esconòmica Especial de la República Popular de la Xina" , portessin dos hukou: el seu hukou original i un altre hukou relacionat amb la seva feina a les zones i districtes especials. Aquesta política, per tant, va facilitar que els migrants rurals accedeixin a diferents oportunitats urbanes a les zones i districtes especials.Tanmateix, el 2003, l'estat va publicar les "Lleis de permisos administratius", que van retornar els migrants rurals a la seva residència original a les zones rurals.Segons aquesta política, les oportunitats de vida dels migrants rurals tornaven a estar determinades pel seu estatus de hukou.
El tercer període de reforma va començar el 2014, quan l'estat va publicar i implementar el Pla Nacional d'Urbanització de Nou Tipus (2014-2020) al març per abordar diversos problemes derivats del ràpid procés d'urbanització de la Xina. Per exemple, el pla pretén escurçar la bretxa del 17,3% entre els residents urbans que viuen a les ciutats però no tenen hukou urbà i els residents urbans amb hukou urbà el 2012 en un 2% per al 2020. Mentrestant, el pla també pretén oferir drets d'assistència social a les persones que tenen hukou rural (des dels migrants rurals fins als residents urbans que tenen hukou rural), incloent-hi educació, habitatge social i atenció mèdica a almenys el 90% (uns 100 milions) dels migrants per al 2020. De fet, amb aquest pla, l'estat ha estat fent esforços per aconseguir els seus objectius. Per exemple, l'estat ha concedit a molts nens que s'han quedat enrere el dret a assistir a escoles urbanes perquè puguin reunir-se amb els seus pares migrants rurals; també ha ofert formació laboral a molts migrants rurals. A més, el juliol del mateix any, el govern també va publicar "Opinions sobre la promoció addicional de la reforma del sistema Hukou" per abolir les restriccions del hukou a les ciutats i pobles petits, eliminar gradualment les restriccions a les ciutats mitjanes, relaxar les restriccions a les grans ciutats, però mantenir les restriccions a les ciutats molt grans.] Com a resultat, segons un anunci del Ministeri de Seguretat Pública, el 2016, l'estat ja havia emès hukou urbà a uns 28,9 milions de migrants rurals. A més, el 2016, el govern local de Pequín va anunciar que aboliria la distinció oficial entre hukou urbà i hukou no urbà dins de Pequín, és a dir, que tots els residents que visquessin a Pequín serien identificats com a residents de Pequín independentment del seu estatus original de hukou. Dit això, el novembre de 2017, el govern de Pequín va implementar una campanya de "neteja" de 40 dies que es va afirmar com una manera de desfer-se de les estructures insegures i els barris de barraques de la ciutat (on vivien almenys 8,2 milions de migrants rurals). Tanmateix, alguns van veure la campanya com una manera de retornar milions de migrants rurals a les seves zones rurals originals.
S'ha qüestionat si les reformes esmentades anteriorment s'apliquen a la majoria dels migrants rurals a les ciutats. En concret, moltes polítiques de reforma, especialment les del primer i segon període, semblen exigir que els migrants rurals posseeixin algun tipus de capital, ja sigui capital humà (com ara habilitats professionals i títols) o capital relacionat amb la propietat (com ara la capacitat de convertir-se en propietari d'un habitatge urbà) o tots dos. Alguns estudiosos també anomenen algunes polítiques de reforma com a maneres de "vendre" el hukou. Mentrestant, molts migrants han afirmat que la seva manca de xarxes socials (part del que s'anomena  关系 "guan xi") —que en cert sentit també s'acumula amb la riquesa— també els ha dificultat trobar una feina estable, i molt menys una feina lucrativa. Per tant, si la riquesa és una condició prèvia per canviar del hukou rural al hukou urbà, molts migrants rurals no poden obtenir aquest accés, ja que molts són "no qualificats" (perquè moltes habilitats, com l'agricultura, no es classifiquen com a habilitats professionals) i pobres. Tanmateix, en algunes grans ciutats, fins i tot si un migrant rural té certes habilitats professionals, no hi ha garantia que se li concedeixi el hukou urbà. Aquesta situació es revela particularment en molts migrants amb un alt nivell educatiu. Malgrat la seva formació acadèmica, a molts no se'ls concediria el hukou urbà tret que esdevinguessin propietaris d'habitatges. Tanmateix, donat l'alt preu dels béns immobles en moltes grans ciutats (com ara Pequín, Shanghai, Guangzhou), molts no poden fer-ho, fins i tot si algunes ciutats ofereixen subvencions a l'habitatge als migrants. Donat que no tenen hukou urbà, molts no només s'enfronten a la dificultat de comprar un apartament, i molt menys a una casa, sinó també al desavantatge de ser llogaters. A causa de la manca de control de lloguers en moltes grans ciutats, fins i tot si es lloga una habitació, o rarament un apartament, es pot afrontar la possibilitat que se'ls demani que marxin. Molts d'aquests joves migrants educats també s'anomenen "yi zu", literalment "un grup de formigues", ja que molts no tenen habitació pròpia i han de viure en una habitació petita amb molts altres.
Per tant, val la pena preguntar-se si el sistema de hukou s'ha millorat prou fins a convertir-se en un sistema més centrat en les persones. De fet, moltes grans ciutats encara són estrictes a l'hora de concedir hukou urbà als migrants rurals i a l'ús del sistema hukou per determinar si se'ls ha de concedir o no drets d'assistència social. Tot i que el "Pla Nacional d'Urbanització de Nou Tipus (2014-2020)" i les "Opinions sobre la Promoció de la Reforma del Sistema Hukou" implementades en el tercer període de reforma pretenen crear un sistema més centrat en les persones, afirmen que les ciutats més grans haurien de tenir sistemes de registre de hukou diferents dels de les ciutats i pobles més petits; i que la regulació del hukou continuarà sent més estricta a les ciutats més grans.Tanmateix, les ciutats molt grans (com Pequín) solen ser les que més atrauen els migrants rurals, ateses les seves àmplies oportunitats laborals. En aquest cas, tot i que l'estat ha implementat activament moltes polítiques de reforma, la divisió rural/urbana del hukou encara funciona i representa un sistema de divisió d'oportunitats vitals. Per tant, alguns estudiosos han argumentat que les reformes del hukou no han canviat fonamentalment el sistema hukou, sinó que només han descentralitzat els poders del hukou als governs locals; i encara es manté activa i continua contribuint a la disparitat rural i urbana de la Xina. Mentrestant, altres també han argumentat que, en concentrar-se en les ciutats, les reformes del hukou no han aconseguit orientar-se a les regions més pobres, on el benestar social com l'educació i l'atenció mèdica sovint no s'ofereix als residents.Tot i això, altres semblen entusiasmats, i comenten que algunes ciutats han estat oferint una condició que anima més pares migrants a portar els seus fills.En resum, la majoria dels migrants rurals, per tant, encara són en gran part ignorats a causa de la seva manca de hukou urbà, que sovint es veu com a punt de partida per accedir al benestar vital.

#### Registre de matrimonis
A principis del 2025 el Ministeri d'Afers Civils va revisar l'accés  a nivell nacional del servei de registre de matrimonis transregionals. Sota les noves normes, les parelles ja no hauran de registrar matrimonis al lloc del seu hukou, com es coneix a la Xina al registre familiar permanent. En canvi, podran triar una oficina de registre a la residència habitual de qualsevol de les parts, eliminant una barrera logística significativa. Aquesta reforma té per objecte atendre les necessitats de les persones que viuen o treballen fora de les ciutats d'origen registrades, en particular les generacions més joves. Anteriorment, les parelles havien de tornar al seu lloc de hukou per registrar-se al matrimoni, generant dificultats econòmiques i de mobilitat.
Segons l'últim cens nacional, al voltant de 493 milions de xinesos vivien lluny de la seva ubicació de hukou el 2020, cosa que equival a un augment del 88,52% en comparació amb una dècada abans.
Un programa pilot per al registre de matrimonis interprovincials va començar el juny del 2021 i es va ampliar gradualment a 21 regions a nivell provincial, incloent Beijing, Shanghai i Mongòlia Interior. Per al febrer del 2025, aproximadament 492.000 parelles s'havien beneficiat del programa.
La reforma va ser possible gràcies a la digitalització del sistema de registre matrimonial. S'ha establert una base de dades nacional d'informació matrimonial, cosa que permet a les agències d'assumptes civils de tot el país compartir dades sense problemes.
Per agilitzar encara més el procés, el Ministeri d'Afers Civils planeja millorar la infraestructura digital per a les cites en línia i la verificació de dades interprovincials, garantint una experiència més fluida per a les parelles a tot el país.

## Regions administratives especials de la Xina
L' Hukou no s'aplica a les regions administratives especials de la Xina (Hong Kong i Macau), tot i que les targetes d'identificació són obligatòries per als residents. En canvi, ambdues regions administratives especials atorguen el dret de residència a certes persones que tenen permís per residir permanentment a les regions.
Quan una persona amb registre de llar a la Xina continental s'estableix a Hong Kong o Macau mitjançant un permís unidireccional, ha de renunciar al seu registre de llar, perdent així els drets de ciutadania a la Xina continental. Tanmateix, han d'establir-se a les regions administratives especials durant set anys per poder optar a l'estatus de resident permanent (que està associat amb els drets de ciutadania) a les regions administratives especials. Per tant, en el període anterior a l'obtenció de l'estatus de resident permanent, tot i ser ciutadans xinesos, no poden exercir els drets de ciutadania enlloc (com votar a les eleccions, obtenir un passaport) i són considerats ciutadans de segona classe.

## Relacions amb Taiwan
La República Popular de la Xina (Xina continental) i la República de la Xina (Taiwan) reclamen cadascuna els territoris sota el control de l'altra com a part del seu estat respectiu. Per tant, legalment, cadascuna tracta les persones del territori de l'altra part com els seus ciutadans. Tanmateix, els drets de ciutadania només estan disponibles per a les persones sota el seu propi control respectivament; això es defineix per llei com tenir un registre de llar a la zona de Taiwan (a la República de la Xina) o a la zona continental (a la República Popular de la Xina).
El Govern de la República de la Xina  considera els xinesos d'ultramar ètnics nascuts d'almenys un progenitor a la República de la Xina, com els seus nacionals i els emet passaports taiwanesos. Tanmateix, això no els atorga el dret de residència ni cap altre dret de ciutadania a Taiwan; aquests drets requereixen el registre de llars a Taiwan. Les persones sense registre de llars estan subjectes al control d'immigració a Taiwan, però després d'establir-se a Taiwan poden establir-hi un registre de llar per convertir-se en ciutadans de ple dret.